# Polyommatus khoshyeilaqi
Agrodiaetus khoshyeilaqi is een vlinder uit de familie van de Lycaenidae. De wetenschappelijke naam van de soort is voor het eerst gepubliceerd in 1979 door Willem L. Blom.
De soort is ontdekt in de bergen van de provincie Mazandaran in Iran op een hoogte tussen 2000 en 2500 meter.